# Incendio nella foresta

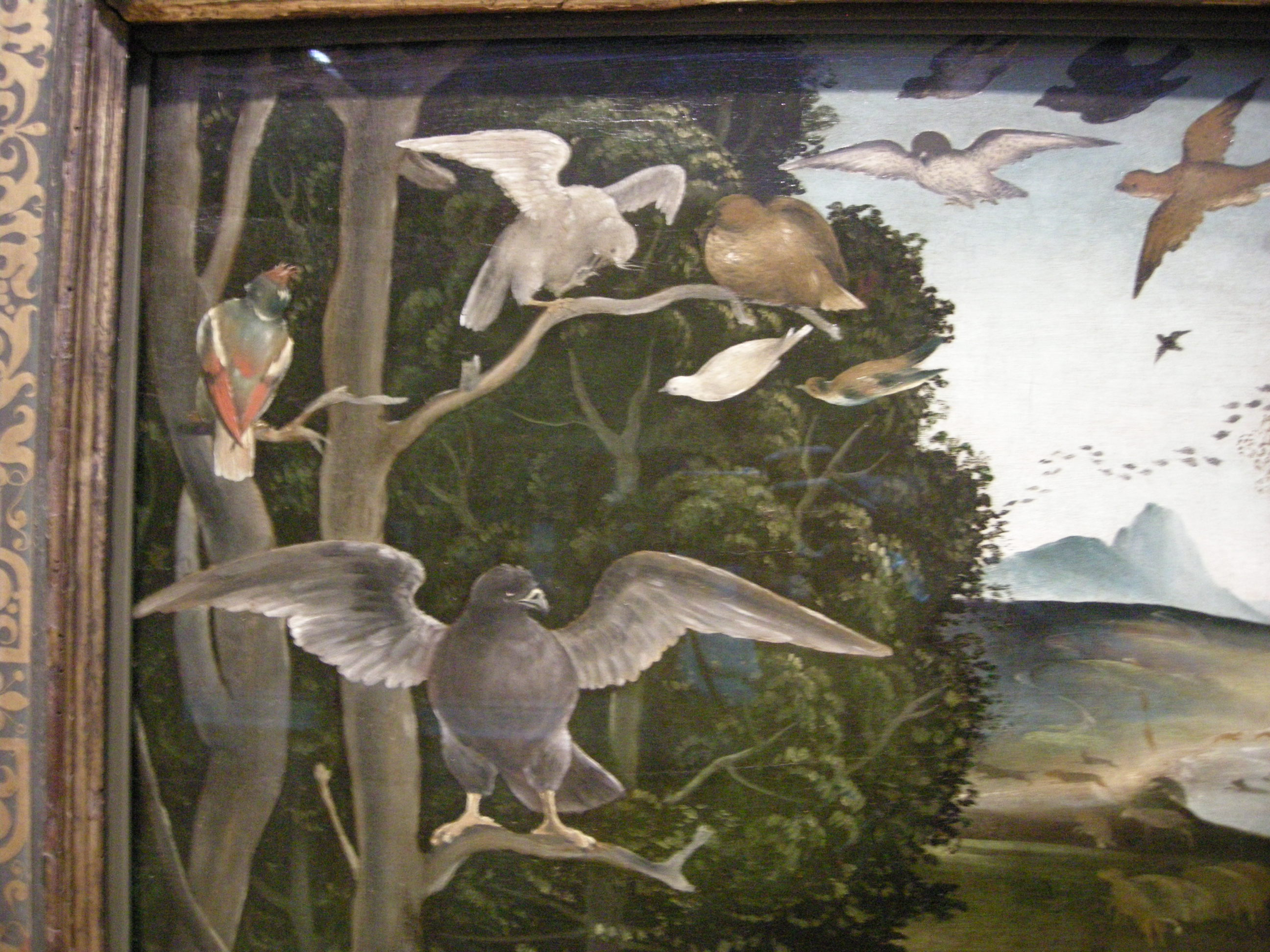
Dettaglio

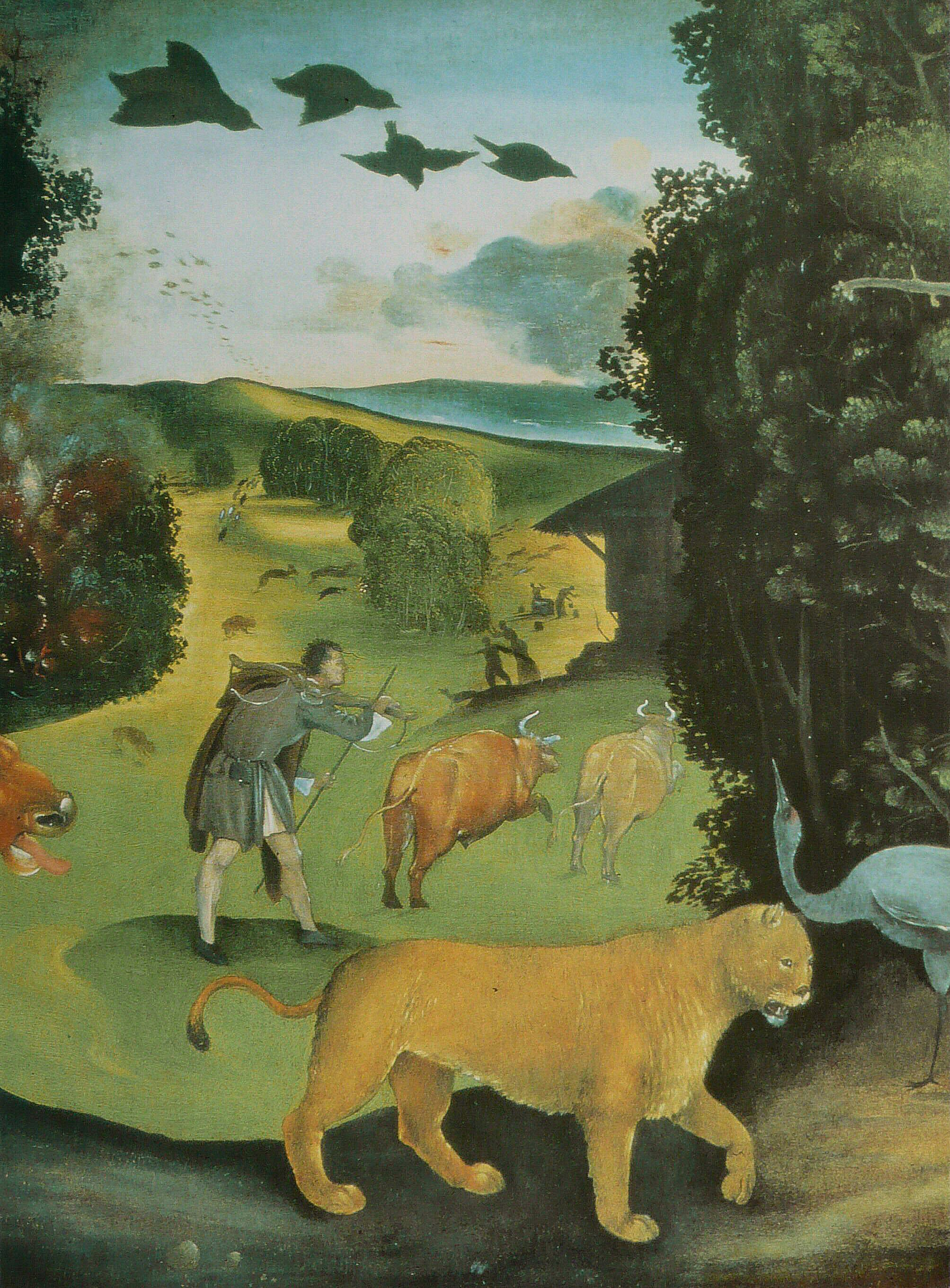
Dettaglio

L'Incendio nella foresta è un dipinto a olio su tavola (71,2x202 cm) di Piero di Cosimo, databile al 1500-1505 circa e conservato nell'Ashmolean Museum di Oxford. Fa parte della serie delle Storie dell'umanità primitiva.

## Storia
Il pannello viene di solito identificato con quelli che decoravano una stanza di Palazzo Del Pugliese a Firenze, visti e descritti dal Vasari. Probabilmente si trattava di una spalliera.
La tavola entrò nel museo nel 1933, con il National Art Collections Fund.

## Descrizione e stile
La serie è dedicata alle storie dell'umanità prima della scoperta del fuoco, senza la conoscenza dei metalli e quindi delle armi. In questo pannello, il terzo delle storie, l'umanità ha già fatto decisivi passi avanti verso il progresso. Di nuovo scoppia un incendio in una foresta e gli animali fuggono spaventati, allineandosi ad arte sul primo piano: camosci, leoni, scrofe, una famiglia di orsi, un bue, un leone e un airone, mentre in alto volano stormi di uccelli disparati. Alcuni di questi animali hanno un volto umano, perché si riteneva che mostri del genere potessero nascere da incroci bestiali con l'uomo.
Le figure umane compaiono in secondo piano: a destra un uomo, già ricoperto di vestiti (nelle altre spalliere gli uomini indossano pelli), non è spaventato dal fuoco, come le bestie, anzi approfitta del trambusto per catturare dei bovini. Sullo sfondo si vedono una capanna e alcune rozze forme di recipienti, che testimoniano i progressi fatti dalla tecnologia.
Ai lati le vedute di paesaggio sono meno brulle e più verdi, rese con acuta sensibilità atmosferica: l'opera è ritenuta una delle prime in cui il paesaggio ha un ruolo preminente nel Rinascimento.

## Altre immagini

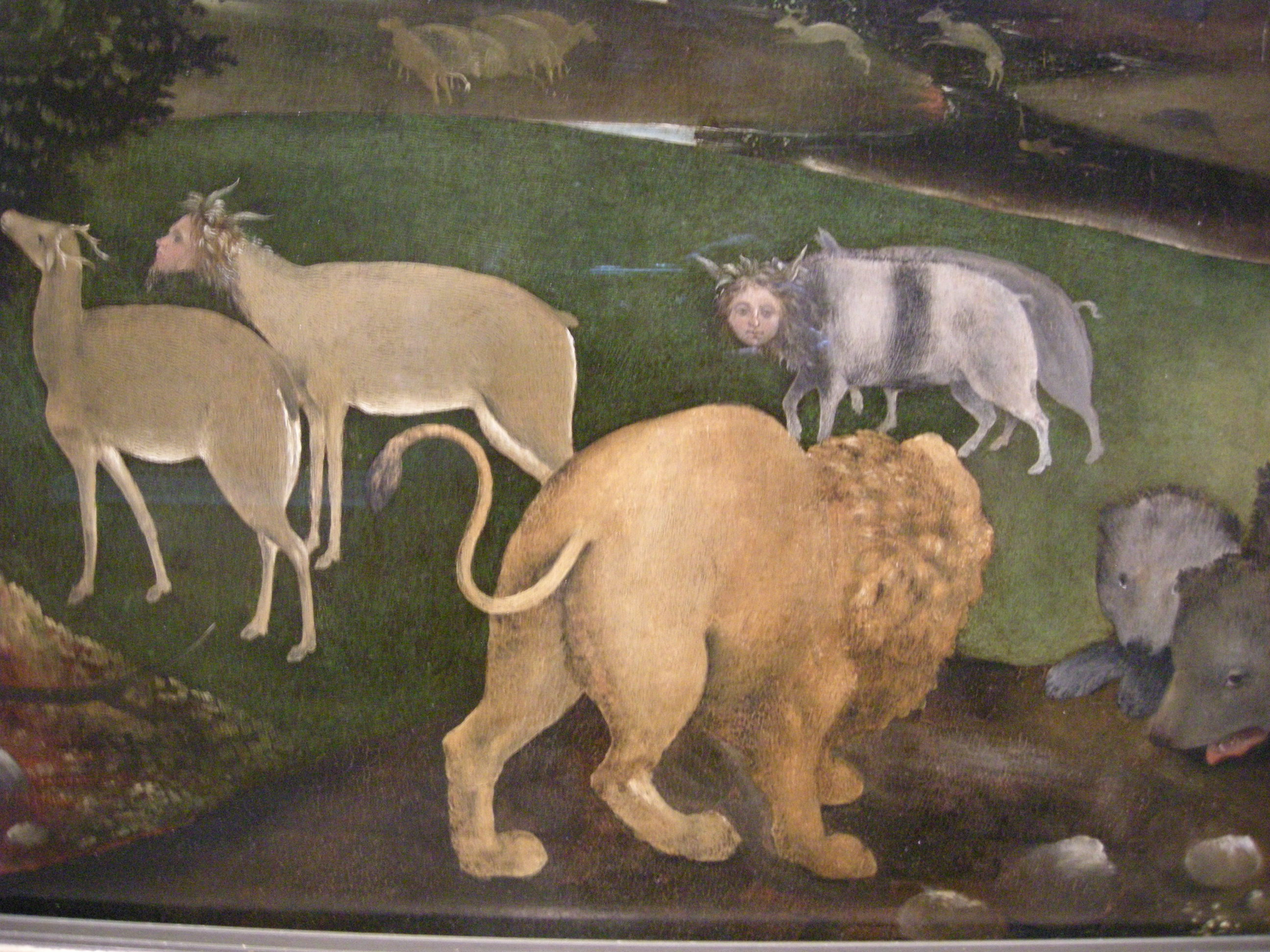
Dettaglio
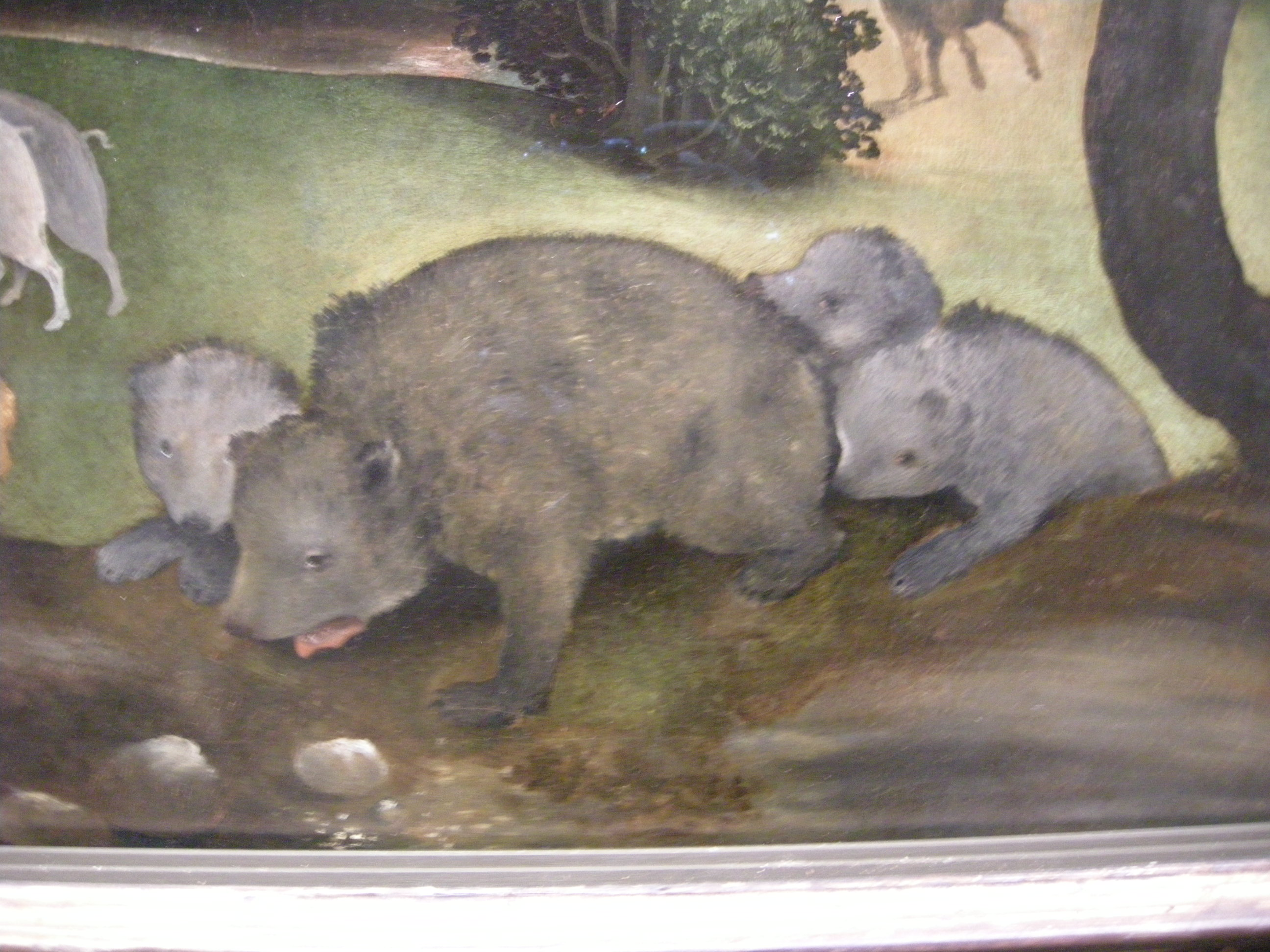
Dettaglio
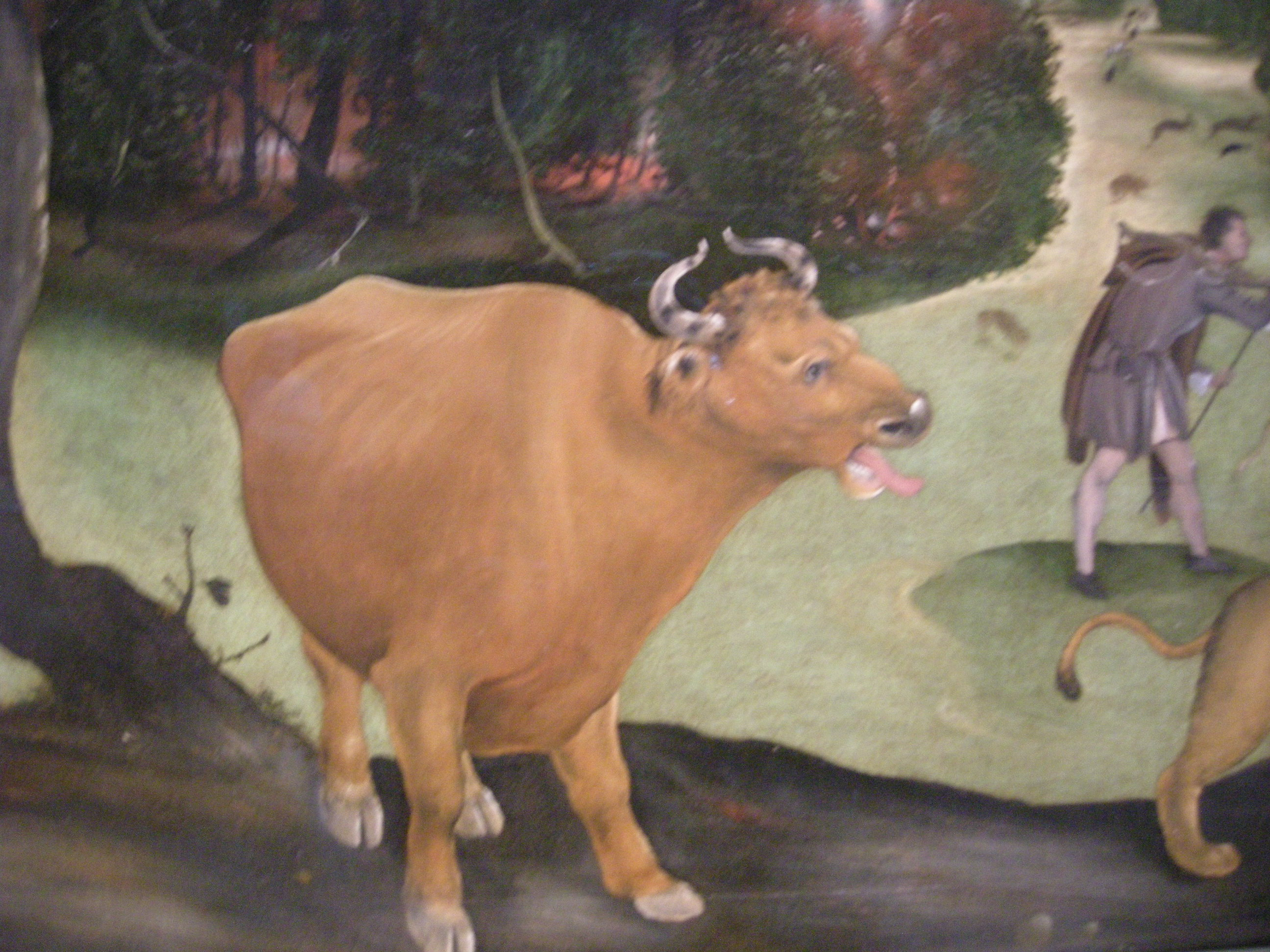
Dettaglio
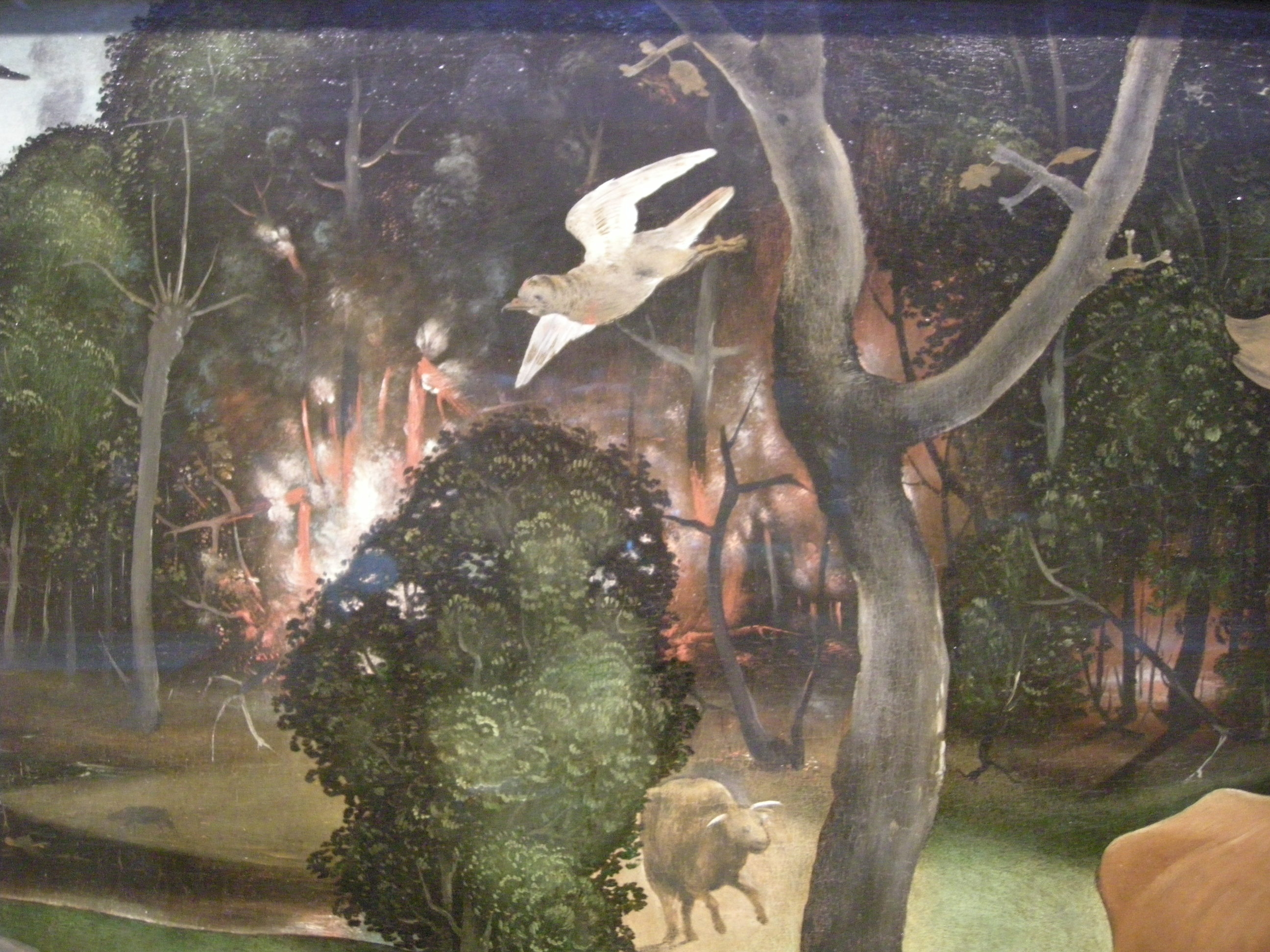
Dettaglio